# District de Kyrenia
Le district de Kyrenia (en grec moderne : Επαρχία Κερύνειας, turc : Girne İlçesi) est l'un des six districts qui divisent officiellement la république de Chypre. Il couvrait à l'origine la partie nord-ouest de l'île. 

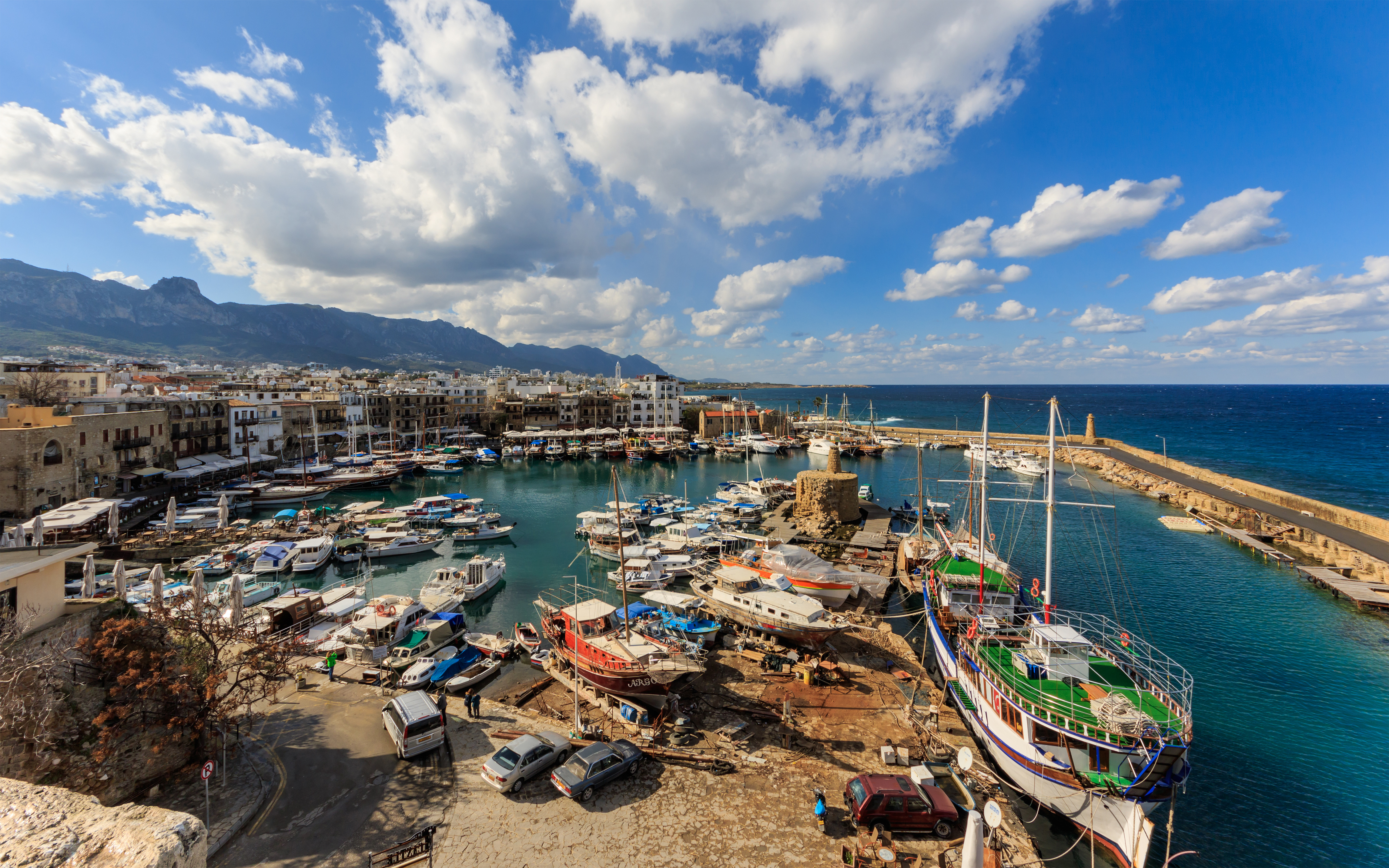
Vue sur le vieux port depuis le château de Kyrenia, Chypre

## Histoire
Pendant l'invasion de l'armée turque de Chypre en 1974, il est le seul district de l'île à être totalement occupé par les troupes d'Ankara. Depuis cette date, le gouvernement de la république turque autoproclamée de Chypre du Nord a réorganisé unilatéralement son territoire et l'a rebaptisé district de Girne.
Il a pour chef-lieu la capitale de pays : Kyrenia (Girne en turc).

## Localités du district
- Agia Eirini
- Agios Amvrosios
- Agios Epiktitos
- Agios Ermolaos
- Agios Georgios
- Agirda
- Agridaki
- Asomatos
- Bellapais
- Boğazköy
- Charkeia
- Dikomo
- Diorios
- Elia
- Fotta
- Ftericha
- Kalograia
- Kampyli
- Karavás
- Karmi
- Karpaseia
- Kazafani
- Kiomourtzou
- Klepini
- Kontemenos
- Kormakítis
- Koutsovendis
- Krini
- Kyrenia
- Lapithos
- Larnakas tis Lapithou
- Livera
- Motides
- Myrtou
- Orga
- Palaiosofos
- Panagra
- Pileri
- Sychari
- Sysklipos
- Templos
- Thermeia
- Trapeza
- Trimithi
- Vasileia
- Vouno